# Horismenus latrodecti
Horismenus latrodecti är en stekelart som beskrevs av Burks 1971. Horismenus latrodecti ingår i släktet Horismenus och familjen finglanssteklar. Inga underarter finns listade i Catalogue of Life.